# كاسالبوستيرلينجو
كاسالبوستيرلينجو، (بالإنجليزية: Casalpusterlengo)‏، هي (بلدية) في مقاطعة لودي، في منطقة لومباردي الإيطالية، وتقع على بعد حوالي 50 كم (31 ميل) جنوب شرق ميلان، وحوالي 20 كم (12 ميل) جنوب شرق لودي.

## السكان
في سنة 1861 بلغ عدد السكان 8٬803 نسمة، وتطور العدد ليصل في سنة 2011 لـ 14٬852 نسمة.
يظهر هذا المخطط البياني تطور النمو السكاني لـ كاسالبوستيرلينجو

## أعلام
- بييترو أركاري
- برونو أركاري